# Weingut Arndt F. Werner
Das Weingut Arndt F. Werner ist ein Weinbaubetrieb im deutschen Weinbaugebiet Rheinhessen. Der Familienbetrieb besteht seit 1819 in Ingelheim am Rhein und zählt zu den Pionieren des ökologischen Weinbaus.

## Geschichte

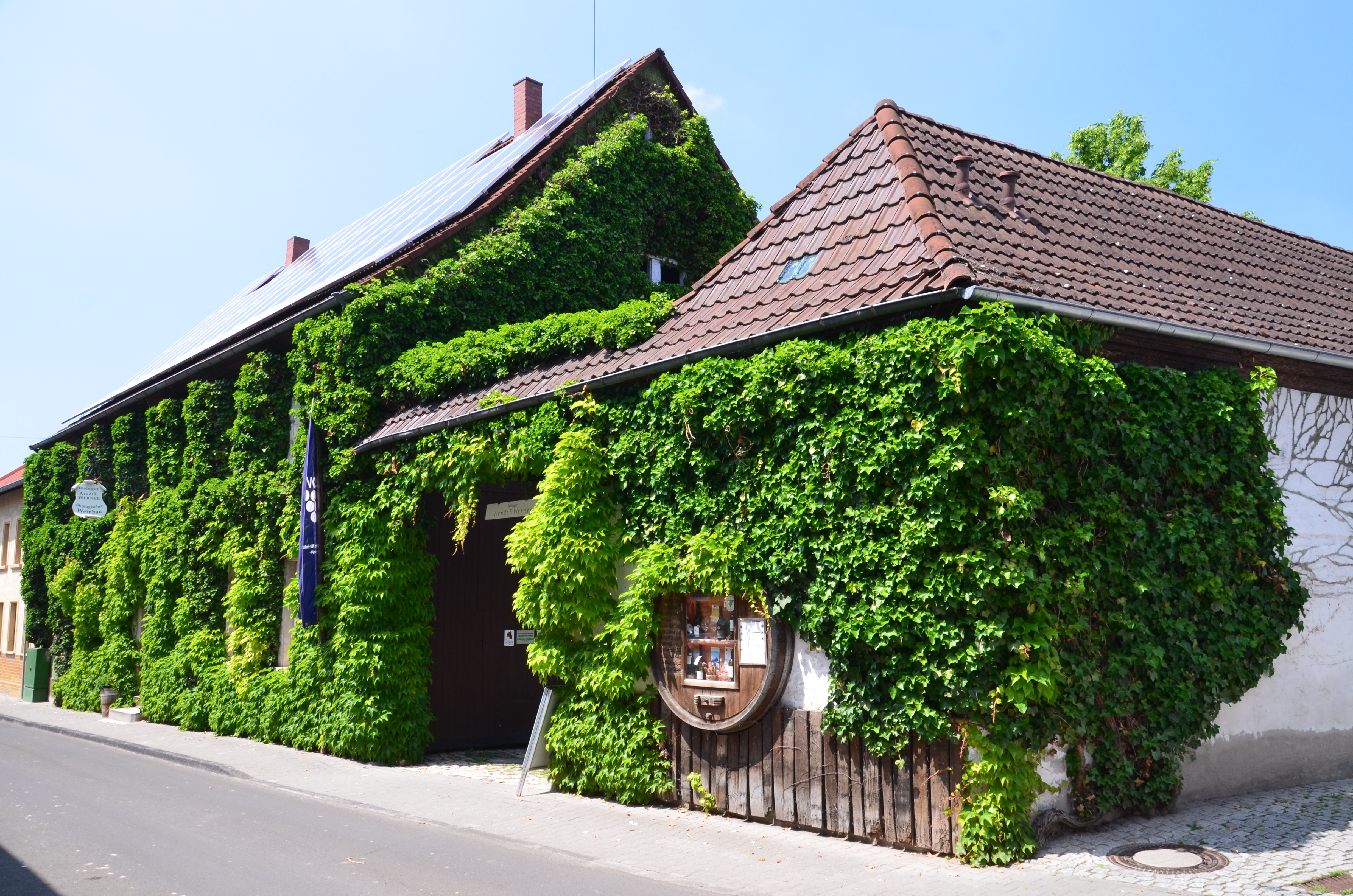
Die Fassade des Weinguts in der Mainzer Straße

Im Jahr 1819 gründete der Posthalter und Weingutsbesitzer Johann Baptist Werner in Nieder-Ingelheim an der mittelalterlichen Wehrmauer vor dem Zuckertor in der Mainzer Straße 97 das Anwesen der Familie. Die Lage direkt an der kurz zuvor unter französischer Präfektur ausgebauten Route de Charlemagne, der strategisch wichtigen Verbindung zwischen Mainz und Bingen, war günstig für eine Poststation.
In der sechsten Generation führte Ferdinand Werner den Betrieb mit drei Hektar Weinbergen. Sein Sohn Arndt Ferdinand Werner befasste sich während des Studiums der Geografie und Geoökologie mit ökologischen Problemen wie der Bodenabspülung durch Erosion, Düngemittel- und Pflanzenschutzmittelrückständen im Grundwasser und dem Aussterben von Nutzinsekten in Weinbergen. Als Konsequenz wurde der elterliche Weinbaubetrieb zwischen 1981 und 1983 auf ökologischen Weinbau umgestellt. Die Anbaufläche wurde dazu für gleichbleibendem Ertrag verdoppelt. Arndt Werner gründete 1983 mit rheinhessischen Winzern den ersten Zusammenschluss ökologisch arbeitender Winzer und 1985 den Bundesverband Ökologischer Weinbau. 1988 übernahm Arndt Ferdinand Werner die Leitung des Weingutes.
Seit dem Jahrgang 2004 wird auf Prädikatsbezeichnungen verzichtet.
Im Jahr 2013 erwarb Werner eine weitere Fläche am Ingelheimer Schlossberg und bepflanzte sie mit Silvaner. Die bewirtschaftete Fläche erhöhte sich dadurch von 11,5 auf 13 ha. 2016 wurde der Betrieb erweitert und ein Teil der Produktion an den Rand der Weinberge in einer Maschinenhalle ausgegliedert. Keller und Weinverkauf verblieben im alten Hofgut. Dort wurde 2017 eine neue Kellerei errichtet. Nach abgeschlossenem Weinbau-Studium an der Hochschule Geisenheim trat Thomas Werner im selben Jahr als achte Generation in den Betrieb ein.
Die 2020 bewirtschaftete Fläche beträgt 19 ha.
Das Weingut ist Gründungsmitglied von Ecovin und des 2017 neu gegründeten Verein Maxime Herkunft Rheinhessen, dazu ist es auch Mitglied bei BIOLAND.

## Weingut
Das Weingut Werner bewirtschaftet 18 ha Weinberge auf warmen, kalkhaltigen Sandböden in den Ingelheimer Weinbergslagen Pares, Sonnenhang, Steinacker, Höllenweg, Burgberg und Horn des Mainzer Bergs. Einige der Reben sind über 60 Jahre alt. Die Weißweine reifen in Edelstahl und Holzfässern und die Rotweine im alten Kellergewölbe in Stückfässern oder im Barrique. Die Jahresproduktion beträgt 80.000 bis 100.000 Flaschen.
Das Weingut Werner ist „Demonstrationsbetrieb des Bundesministeriums für Ernährung, Landwirtschaft und Verbraucherschutz“. Im Vinum Weinguide ist es mit drei Sternen bewertet, in Eichelmann – Deutschlands Weine auch mit drei Sternen. Arndt Ferdinand Werner gilt als einer der Pioniere des ökologischen Weinbaus.

## Rebsortenspiegel
Auf den rund 19 ha Rebfläche werden ca. 50 % rote und ca. 50 % weiße Rebsorten angebaut. Mit 15 % der gesamten Rebfläche ist Spätburgunder die rote Hauptrebsorte. Weitere Rotweinsorten sind Blauer Portugieser, Regent, Dornfelder, Cabernet Sauvignon und Syrah sowie der für Ingelheim typische Blaue Frühburgunder
Bei den Weißweinsorten dominieren die weißen Burgundersorten (ca. 20 %) wie Chardonnay, Grauburgunder und Weißburgunder. Dazu werden für Rheinhessen typische Sorten wie Riesling, Silvaner und Gewürztraminer angebaut.
Auch neue, pilzwiderstandsfähige Rebsorten wie Cabernet Blanc sind im Weingut vorhanden.

## Auszeichnungen
- Staatsehrenpreis: 8× seit 2006[17]
- Großer Staatsehrenpreis: 2010, 2017[18]
- Ecowinner: 1. Platz 2005 – 2020[19][20]
- Deutscher Rotweinpreis: 2. Platz 2011 in der Kategorie Unterschätzte Sorten; Bester Blauer Portugieser[21]
- Best of Riesling International: 1. Platz 2004[22], 2. Platz 2013
- Silberner Regent Preis 2013 Institut für Rebenzüchtung Geilweilerhof[23]

## Historisches
- Bürgermeister Johann Baptist Werner ließ 1859 das baufällige Rathaus von Nieder-Ingelheim abreißen. Im Zuge dessen wurden Registratur und Archiv in seinen Hof an der Mainzer Straße ausgelagert. Bis 1862 wurde unter seiner Ägide dann das neue Rathaus errichtet, welches heute als Ausstellungsgebäude dient.[24][25]
- Gutshaus und Nebengebäude des Weinguts Werner liegt auf dem denkmalgeschützten Gelände der Ingelheimer Kaiserpfalz[26]

## Publikationen
- Uwe Hofmann, Paulin Köpfer, Arndt Werner: Ökologischer Weinbau. Stuttgart 2015, ISBN 978-3-8001-5712-9.
- Uwe Hofmann. Unter Mitarbeit von Paulin Köpfer, Hartmut Spieß, Arndt Werner (Hrsg.): Biologischer Weinbau 40 Tabellen. Eugen Ulmer, Stuttgart (Hohenheim) 2014, ISBN 978-3-8001-7977-0.